# يمنى مروان (ممثلة)
يمنى مروان (الإنجليزية: Yumna Marwan) هي ممثلة تلفزيونية وسينمائية ومخرجة لبنانية ومولودة في لبنان. قضت طفولتها في بيروت وسنوات المراهقة في آميس بأيوا. بينما أكملت شهادة البكالوريوس في الأنثروبولوجيا من كلية سميث في عام 2013 وشاركت في أول فيلم روائي طويل بعنوان "الوادي" لغسان سلهب وشاركت في فيلم غواصة عام 2016.

## المرحلة الأولى من حياتها
وُلِدت مروان في لبنان لوالدين لبنانيين من الطائفة الدرزية ونشأت في بيروت قبل أن تنتقل إلى آيوا في الولايات المتحدة عندما كانت مراهقة. وحصلت على درجة البكالوريوس في الأنثروبولوجيا من كلية سميث في نورثامبتون بماساتشوستس في عام 2013.

## حياتها المهنية
ظهرت مروان لأول مرة على الشاشة في عام 2013 عندما لعبت دور البطولة في فيلمها الروائي الطويل الأول "الوادي" للمخرج والكاتب اللبناني غسان سلهب. وفي عام 2016 كانت الممثلة الرئيسية في الفيلم القصير "الغواصة" للمخرجة منية عقل والذي فاز بجائزة لجنة التحكيم في مهرجان دبي السينمائي الدولي.
في عام 2020 ظهرت في المسلسل التلفزيوني Little Birds والذي تدور أحداثه في طنجة إلى جانب جونو تيمبل حيث لعبت دور السيدة المهيمنة شريفة لامور في أول دور لها على الشاشة باللغة الإنجليزية. وفي ذلك العام شاركت في فيلم المترجم من إخراج رنا كزكز وأنس خلف. في عام 2021 قامت ببطولة أول فيلم روائي طويل للمخرجة مونيا عقل بعنوان كوستا برافا لبنان.
في ذلك العام عملت مرة أخرى مع غسان سلهب في فيلمه "النهر" لعام 2021. كما ظهرت أيضًا في المسلسل الأصلي لشاهد بوابة الجحيم من إخراج الحائز على جائزة إيمي الدولية أمين دورا والذي تدور أحداثه في بيروت المستقبلية ويعتبر أول مسلسل خيال علمي عربي.
لعبت دور لورين في الفيلم الدرامي الطويل للمخرج أمجد الرشيد إن شاء الله ولد في عام 2023.
حصلت على دور رئيسي في مسلسل الإثارة والتجسس ذا فيل من إخراج ستيفن نايت إلى جانب إليزابيث موس في عام 2024.
لديها ابنتان ولدتا في عامي 2022 و 2024.

## فيلموغرافيا
| السنة | العنوان                     | الدور        | ملاحظات               |
| ----- | --------------------------- | ------------ | --------------------- |
| 2013  | الوادي                      | ماريا        | [ 18 ]                |
| 2015  | الطابق الخامس الغرفة 52     | ليلى         | فيلم قصير             |
| 2015  | الشرر                       | الفتاة رقم 1 | فيلم قصير             |
| 2016  | الكتابة على الثلج           | متطوعة       |                       |
| 2016  | Tombé du ciel سقط من السماء | ياسمين       |                       |
| 2016  | غواصة                       | هالة         | فيلم قصير             |
| 2016  | Après أبغيه                 | تميمة        | فيلم قصير             |
| 2017  | الحادثة                     |              | فيلم قصير             |
| 2017  | أحد هذه الأيام              |              |                       |
| 2018  | قبل أن نشفى                 |              | فيلم قصير             |
| 2018  | مادينا آيوا                 |              | فيلم قصير ومخرجة أيضًا |
| 2019  | شاري هيفاء                  |              |                       |
| 2020  | طيور صغيرة                  | شريفة لامور  | الحلقات 6             |
| 2020  | المترجم                     | كارما        | [ 20 ]                |
| 2021  | النهر                       |              |                       |
| 2021  | كوستا برافا لبنان           | علياء        | [ 18 ]                |
| 2021  | بوابة الجحيم                |              |                       |
| 2021  | من الجبل                    | تركيا        | فيلم قصير             |
| 2023  | إن شاء الله ولد             | لورين        |                       |
| 2024  | قضية الغرباء                | ريما حمصي    | [ 21 ]                |
| 2024  | ذا فيل                      | عادلة        | الدور الرئيسي         |

## روابط خارجية
- يمنى مروان في قاعدة بيانات الأفلام على الإنترنت